# Cratere Firsoff
Firsoff  è un cratere sulla superficie di Marte.